# Xanthorhoe nigromarginata
Xanthorhoe nigromarginata là một loài bướm đêm trong họ Geometridae.